# Pierwszy rząd Konrada Adenauera
Pierwszy rząd Konrada Adenauera – 20 września 1949 do 20 października 1953.
| Funkcja                                                                   | Imię i nazwisko                                                                  | Partia |
| ------------------------------------------------------------------------- | -------------------------------------------------------------------------------- | ------ |
| Bundeskanzler – Kanclerz Federalny                                        | Konrad Adenauer                                                                  | CDU    |
| Stellvertreter des Bundeskanzlers – Wicekanclerz Federalny                | Franz Blücher                                                                    | FDP    |
| Minister spraw zagranicznych                                              | Konrad Adenauer                                                                  | CDU    |
| Minister spraw wewnętrznych                                               | Gustav Heinemann (do 11 października 1950) Robert Lehr (od 11 października 1950) | CDU    |
| Minister sprawiedliwości                                                  | Thomas Dehler                                                                    | FDP    |
| Minister finansów                                                         | Fritz Schäffer                                                                   | CSU    |
| Minister gospodarki i technologii                                         | Ludwig Erhard                                                                    | CDU    |
| Minister rolnictwa, polityki żywnościowej i ochrony konsumentów           | Wilhelm Niklas                                                                   | CSU    |
| Minister do spraw wewnątrzniemieckich                                     | Jakob Kaiser                                                                     | CDU    |
| Minister pracy i polityki społecznej                                      | Anton Storch                                                                     | CDU    |
| Minister transportu i budownictwa                                         | Hans-Christoph Seebohm                                                           | DP     |
| Minister poczty i telekomunikacji                                         | Hans Schuberth                                                                   | CSU    |
| Minister ds. wypędzonych, uciekinierów i poszkodowanych przez wojnę       | Hans Lukaschek                                                                   | CDU    |
| Minister spraw federalnych i stanowych                                    | Heinrich Hellwege                                                                | DP     |
| Minister ds. zagospodarowania przestrzennego, budownictwa i rozwoju miast | Eberhard Wildermuth (zmarł 9 maja 1952) Fritz Neumayer (od 15 lipca 1952)        | FDP    |
| Minister współpracy gospodarczej                                          | Franz Blücher                                                                    | FDP    |